# Trichobranchus tribranchiatus
Trichobranchus tribranchiatus is een borstelworm uit de familie Trichobranchidae. Het lichaam van de worm bestaat uit een kop, een cilindrisch, gesegmenteerd lichaam en een staartstukje. De kop bestaat uit een prostomium (gedeelte voor de mondopening) en een peristomium (gedeelte rond de mond) en draagt gepaarde aanhangsels (palpen, antennen en cirri).
Trichobranchus tribranchiatus werd in 2000 voor het eerst wetenschappelijk beschreven door Hutchings & Peart.